# Пенлоп
Пенлоп (дзонг-кэ དཔོན་སློབ་, вайли dpon slob, лат. penlop) — название руководителя административной единицы в Бутане.
До объединения государства при первом короле династии Вангчуков Угьен Вангчуке пенлопы контролировали отдельные части страны. Сам Угьен Вангчук носил титул Тонгса-пенлопа (руководитель дзонгхага Тонгса), вторым по значению был Паро-пенлоп. Паро-пенлопы стали занимать высокие должности в правительстве, нередко в должности премьер-министров.